# Городище Біла V
Городище Біла V — щойно виявлена пам'ятка археології в Чортківському районі Тернопільської області. Розташована в урочищі «Монастириська», на північ від села.
Внесено до Переліку щойно виявлених об'єктів культурної спадщини (охоронний номер 1759).

## Відомості
У 1992 р. на розі схилів лівого берега струмка, що впадає в р. Серет, виявлене городище Біла V, на якому зібрано артефакти давньоруського часу (ХІІ-ХІІІ ст.).
У 2005 р. поселення розвідували та обстежували працівники Тернопільської обласної інспекції охорони пам’яток М. Бігус та Р. Миська. Під час обстеження пам’ятки виявлено старожитності західноподільська група скіфського часу.